# NHK Kōhaku Uta Gassen
NHK Kōhaku Uta Gassen (NHK紅白歌合戦, Enueichikei Kōhaku Uta Gassen; "Batalla de cançons del roig i el blanc d'NHK") usualment més conegut com a Kōhaku, és un programa especial de televisió de la nit de cap d'any produït anualment per l'emissora de televisió pública japonesa NHK. El programa és emés de manera simultània per televisió i ràdio, nacional i internacionalment mitjançant la xarxa NHK i algunes emissores estrangeres, principalment de pagament, que compren el programa. L'emissió del programa finalitza poc abans de la mitjanit de cada 31 de desembre. Abans que començara l'emissió del programa per televisió l'any 1953, l'emissió radiofònica es feia el dia 3 de gener.
El sistema del programa divideix als cantants més exitosos de cada any en dos equips: el roig i el blanc. L'equip roig o akagumi (紅組) està compost per artistes femenines o grups mixtes amb vocals femenines, mentres que l'equip blanc o shirogumi (白組) està compost per homes o grups mixtes amb vocals masculins. En acabar el programa, els jutges i l'audiència voten per decidir quin grup ha de guanyar l'edició d'eixe any. El fet que un artista participe al programa es decideix mitjançant un comitè privat de l'emissora sota l'objectiu d'elegir als millors artiestes de l'any, pel que és normal que els cantants més exitosos participen al programa. A més de l'actuació musical, els vestits, pentinats, maquillatge, balls i il·luminació també són factors importants. Fins avui dia, participar al Kōhaku és considerat com el símbol de la consagració de la carrera d'un artista musical al Japó degut a la gran audiència de l'emissió.